# Alois Rottensteiner (Politiker)
Alois Rottensteiner (* 23. Januar 1850  in Meran, Kaisertum Österreich; † 24. März 1928 in Salzburg) war ein österreichischer Rechtsanwalt und Politiker.

## Leben
Nach dem Gymnasium in Meran studierte Rottensteiner von 1870 bis 1874 Rechtswissenschaften an der Universität Graz und schloss das Studium 1875 mit der Promotion zum Dr. iur. ab. Nach der Tätigkeit als Rechtsanwaltskonzipient in Graz, Klagenfurt und Meran eröffnete er 1883 seine eigene Rechtsanwaltskanzlei in Salzburg. 
Von 1885 bis 1906 war er Präsident des Katholisch-Politischen Volksvereines; 1890 bis 1918 Landtagsabgeordneter der Flachgauer Landgemeinden, 1909 bis 1918 Landeshauptmann-Stellvertreter, 1890 bis 1902 und 1909 bis 1918 Mitglied des Landesausschusses.
- Mitglied der Provisorischen Landesversammlung (CSP) 3. November 1918 – 21. April 1919
- Landesrat (CSP) 3. November 1918 – 7. November 1918